# Noureddine Kourichi
Noureddine Kourichi (Ostricourt, Francia, 12 de abril de 1954) es un exfutbolista y entrenador de fútbol de Argelia nacido en Francia que jugaba en la posición de defensa.

## Carrera

### Club
| Periodo   | Club               |
| --------- | ------------------ |
| 1974-1976 | CA Mantes          |
| 1976-1981 | Valenciennes FC    |
| 1981–1982 | Bordeaux           |
| 1982–1986 | Lille OSC          |
| 1986–1987 | FC Martigny-Sports |
| 1988–1989 | AS Bayeux          |

### Selección nacional
Jugó para Argelia en 30 ocasiones de 1980 a 1986 y anotó dos goles; participó en dos ediciones de la Copa Mundial de Fútbol y en dos ediciones de la Copa Africana de Naciones.

### Entrenador
| Periodo   | Club      |
| --------- | --------- |
| 2006-2008 | FC Mantes |
| 2015-2016 | AS Poissy |